# Уджате-Тревано
Уджа̀те-Трева̀но (на италиански: Uggiate-Trevano; на ломбардски: Ügiàa e Trevan, Юджаа е Треван) е община в Северна Италия, провинция Комо, регион Ломбардия. Административен център на общината е градче Уджате (на италиански: Uggiate), което е разположено на 414 m надморска височина. Населението на общината е 4965 души (към 2018 г.).